# Taisonne
Die Taisonne (auch Taissonne geschrieben) ist ein kleiner Fluss im Zentrum von Frankreich, der in den Départements Cher und Indre der Region Centre-Val de Loire nordwestlich der Stadt Montluçon verläuft.

## Geografie

### Verlauf
Die Taisonne entspringt im nordwestlichen Gemeindegebiet von Préveranges, entwässert anfangs Richtung Nordwesten, dreht dann auf Südsüdwest und mündet nach rund 14 Kilometern an der Gemeindegrenze von Pérassay und Sainte-Sévère-sur-Indre als rechter Nebenfluss in die Indre.

### Orte am Fluss
(Reihenfolge in Fließrichtung)
- Chezelles, Gemeinde Préveranges
- Taissonne, Gemeinde Saint-Saturnin
- Le Cluzeau, Gemeinde Lignerolles
- La Goutte, Gemeinde Pérassay
- Lignerolles
- Le Fau, Gemeinde Pérassay
- Le Mas, Gemeinde Feusines